# ТЕС Хелван-Південь
29°13′5.7″ пн. ш. 31°13′5.7″ сх. д. / 29.218250° пн. ш. 31.218250° сх. д.
ТЕС Хелван-Південь – теплова електростанція в Єгипті у центрально-північній частині країни.
Майданчик для нової ТЕС обрали на правому березі Нілу у двох десятках кілометрів на північ від Бені-Суейф та 80 км на південь від околиць Каїру. Тут розташуються три однотипні енергоблоки потужністю по 650 МВт, споруджені з використанням технології суперкритичного парового циклу. Як паливо використовуватимуть природний газ та/або мазут. Видача продукції відбуватиметься по ЛЕП, розрахованій на напругу 500 кВ.
Контракт на спорудження станції уклали у 2011-му, а завершення робіт заплановане на другу половину 2010-х років.